# North American Tour (gira de Frank Iero)
North American Tour fue una gira realizada por el músico estadounidense Frank Iero, con su proyecto solista Frank Iero and the Future Violents, cuya primera etapa se realizó en la costa este de los Estados Unidos entre mayo y junio de 2019. Es parte de la promoción del tercer álbum de Iero, Barriers, que fue publicado en mayo de 2019.
Esta gira se realizó luego de la gira por América del Sur de Iero.

## Fechas de conciertos

### Etapa 1: Costa Este
| Estados Unidos      |                  |                    |                             |
| 29 de mayo de 2019  | Filadelfia       | Pensilvania        | The Foundry                 |
| 30 de mayo de 2019  | Baltimore        | Maryland           | Baltimore Soundtage         |
| 31 de mayo de 2019  | Hamden           | Connecticut        | The Ballroom at Outer Space |
| 1 de junio de 2019  | Pawtucket        | Rhode Island       | The Met                     |
| 2 de junio de 2019  | Boston           | Massachusetts      | Brighton Music Hall         |
| 4 de junio de 2019  | Harrisburg       | Pensilvania        | HMAC                        |
| 5 de junio de 2019  | Pittsburgh       | Pensilvania        | Rex Theater                 |
| 6 de junio de 2019  | Detroit          | Míchigan           | El Club                     |
| 7 de junio de 2019  | Cincinnati       | Ohio               | Bogarts                     |
| 8 de junio de 2019  | Louisville       | Kentucky           | The Mercury Ballroom        |
| 10 de junio de 2019 | Atlanta          | Georgia            | Terminal West               |
| 11 de junio de 2019 | Birmingham       | Alabama            | Saturn                      |
| 13 de junio de 2019 | Tampa            | Florida            | The Crowbar                 |
| 14 de junio de 2019 | Orlando          | Florida            | The Social                  |
| 15 de junio de 2019 | Jacksonville     | Florida            | 1904 Music Hall             |
| 16 de junio de 2019 | Columbia         | Carolina del Sur   | The Senate                  |
| 18 de junio de 2019 | Charlotte        | Carolina del Norte | Amos' Southend              |
| 20 de junio de 2019 | Virginia Beach   | Virginia           | Elevation 27                |
| 21 de junio de 2019 | Washington D. C. | Washington D. C.   | Union Stage                 |
| 22 de junio de 2019 | Nueva York       | Nueva York         | The Liberty Bell Riverboat  |
| 28 de junio de 2019 | Asbury Park      | Nueva Jersey       | Asbury Lanes                |

### Etapa 2: Costa Oeste
| Estados Unidos       |                |              |                                |
| 23 de julio de 2019  | Portland       | Oregón       | Wonder Ballroom                |
| 24 de julio de 2019  | Seattle        | Washington   | The Crocodile                  |
| 26 de julio de 2019  | Boise          | Idaho        | Knitting Factory Concert House |
| 27 de julio de 2019  | Salt Lake City | Utah         | Kilby Court                    |
| 29 de julio de 2019  | Denver         | Colorado     | Marquis Theater                |
| 30 de julio de 2019  | Santa Fe       | Nuevo México | Meow Wolf                      |
| 1 de agosto de 2019  | Dallas         | Texas        | Gas Monkey Bar n' Grill        |
| 2 de agosto de 2019  | Austin         | Texas        | Barracuda                      |
| 3 de agosto de 2019  | San Antonio    | Texas        | Paper Tiger                    |
| 5 de agosto de 2019  | Tucson         | Arizona      | 191 Toole - CANCELADO          |
| 6 de agosto de 2019  | Phoenix        | Arizona      | Crescent Ballroom              |
| 7 de agosto de 2019  | San Diego      | California   | House of Blues - Voodoo Room   |
| 9 de agosto de 2019  | Anaheim        | California   | Chain Reaction                 |
| 10 de agosto de 2019 | Los Ángeles    | California   | The Trobadour                  |